# Nequambuch

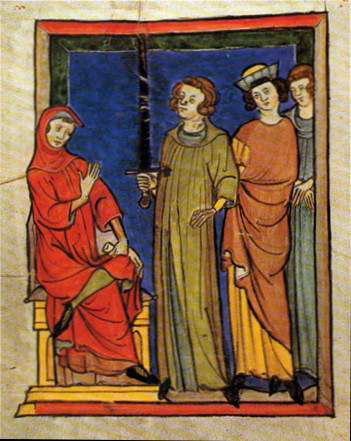
Gerichtsszene (Soester Nequambuch)

Das Nequambuch ist ein Acht- und Schwurbuch der Stadt Soest aus dem 14./15. Jahrhundert. Bemerkenswert sind die farbigen Miniaturen zur mittelalterlichen Straf- und Rechtspraxis.

## Beschreibung
Das Buch wurde 1312 begonnen und bis 1421 fortgeführt. Es besteht aus 51 Pergamentblättern. Eingeheftet sind weitere sieben kleinere Blätter. Das Buch ist 21,5 cm hoch und 15,5 cm breit. Es enthält insgesamt 13 Miniaturen.

## Inhalt
Die Bezeichnung Nequambuch nach lat. nequam (=Nichtsnutz, Übeltäter) ist nicht zeitgenössisch, sondern stammt erst aus dem 19. Jahrhundert. Im Wesentlichen handelt es sich um das Acht- und Schwurbuch der Stadt Soest. Es enthält insgesamt 376 Einträgen von zahlreichen unterschiedlichen Schreibern. Die übergroße Mehrheit von 340 Einträgen umfasst die namentliche Nennung von Personen, die gegen Gesetze verstoßen hatten und dafür geächtet und verbannt wurden und die Urfehde hatten schwören müssen. Diese Eintragungen folgen chronologisch aufeinander.
Eine ältere Schicht der Eintragungen ist systematisch nach Rechtsthemen gegliedert. Dazu gehören auch die dreizehn Miniaturen. Diese zeigen etwa die Huldigung des Erzbischofs von Köln oder die des Marschalls von Westfalen. Es gibt weiter Bilder von der Anklageerhebung vor dem städtischen Richter oder Illustrationen zu Viehraub, Hinrichtung durch Enthauptung, falschen Zeugen, die Zerstörung eines Hauses zu Strafzwecken, das Rädern, die Anklage von Dienern im Haus, die Gefangensetzung von Personen, falsches Spiel, Ausweisung aus der Stadt oder die Strafe des Wippens. Zu den meisten Miniaturen existieren passende Texte.
Die ganzseitigen Miniaturen sind sorgfältig und farbig ausgeführt. Ihre Qualität lässt das Soester Nequambuch aus den übrigen Acht- und Schwurbüchern der Zeit herausragen. Die Bilder stammen nach heutiger Auffassung aus der Zeit um 1315. Der Künstler selbst ist namentlich nicht bekannt. Kunstgeschichtliche Vergleiche mit dem Hofgeismarer Altar legen die Herkunft des Künstlers aus der Stadt Soest selbst nahe.
Das Werk wird heute im Soester Stadtarchiv aufbewahrt.